# The Sounds

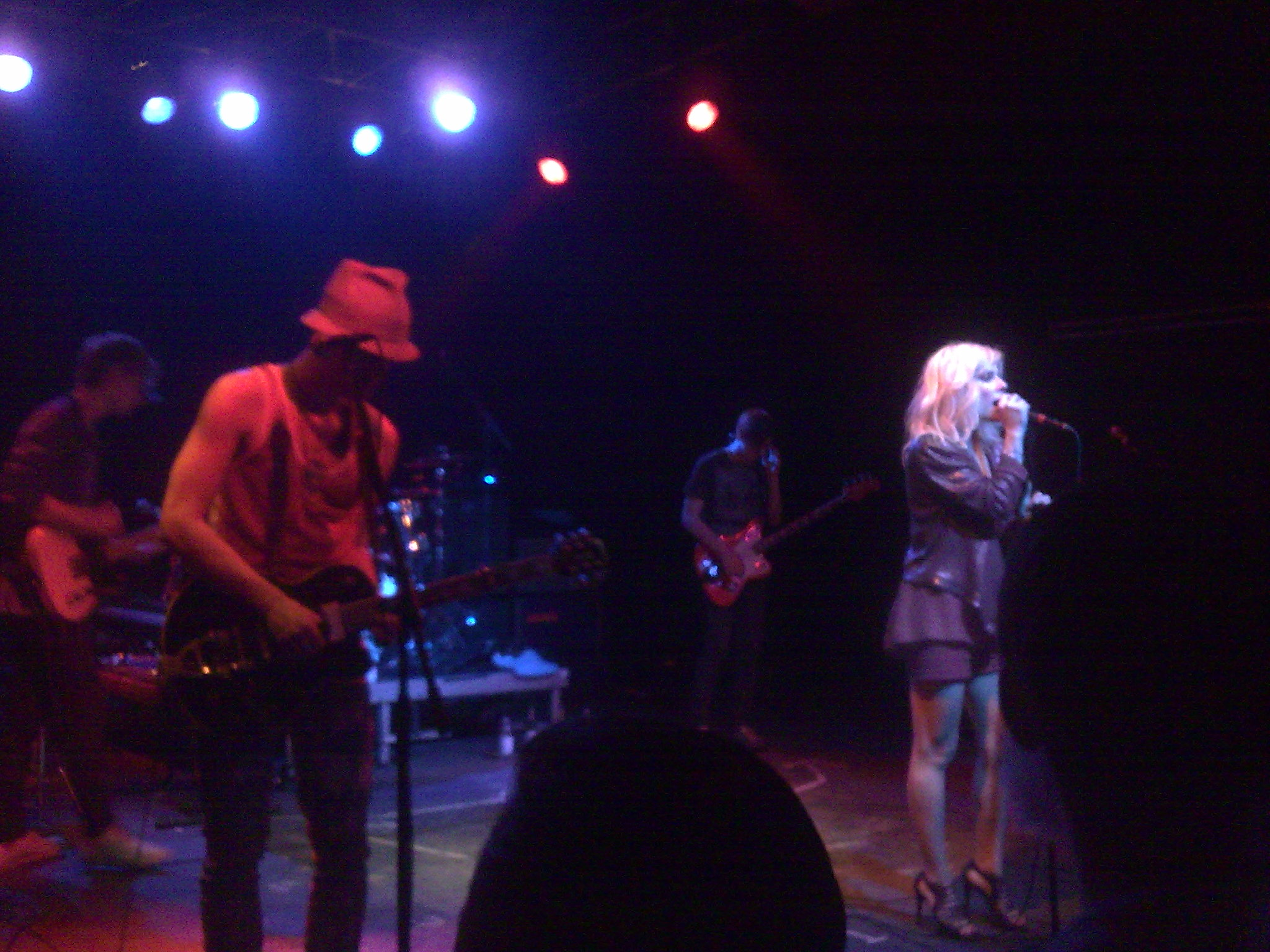
The Sounds 2009

The Sounds és un grup de música de Helsingborg, a la regió d'Escona (Skåne), format el 1998. Els seus èxits més importants són Hit me! i Living in America. La seva cançó "Seven Days a Week" (set dies a la setmana) de l'àlbum Living in America va ser triada com a música per al videojoc de Futbol FIFA 2005 de la Sony Playstation 2 i l'Xbox.

## Membres del grup
- Maja Ivarsson (nascuda el 1979) - cantant
- Felix Rodriquez (nascut el 1979) - guitarra
- Johan Bengtsson (nascut el 1979) - baix
- Jesper Anderberg (nascut el 1981) - sintetitzador
- Fredrik Nilsson (nascut el 1979) - bateria

## Discografia

### Àlbums
- Living In America (2002)
- Dying To Say This To You (2006)
- Crossing The Rubicon (2009)
- Something to Die For (2011)

### Senzills
- Hit Me! (2002)
- Living In America (2002)
- Rock 'n' Roll (2003)

### Demos
- Under My Skin
- Goodbye 70's
- 24 Hour Love
- Bombs Bombs Away
- Turn Back The Time(Breathe)
- You Will Never See Me Down Again
- Come Inside
- Living In America(Radio Edit)
- She Moves